# Estação Glenmont
Glenmont é uma estação da Linha Vermelha do Metro de Washington, localizada no Condado de Montgomery, Maryland.
É a estação terminal do braço nordeste da Linha Vermelha.

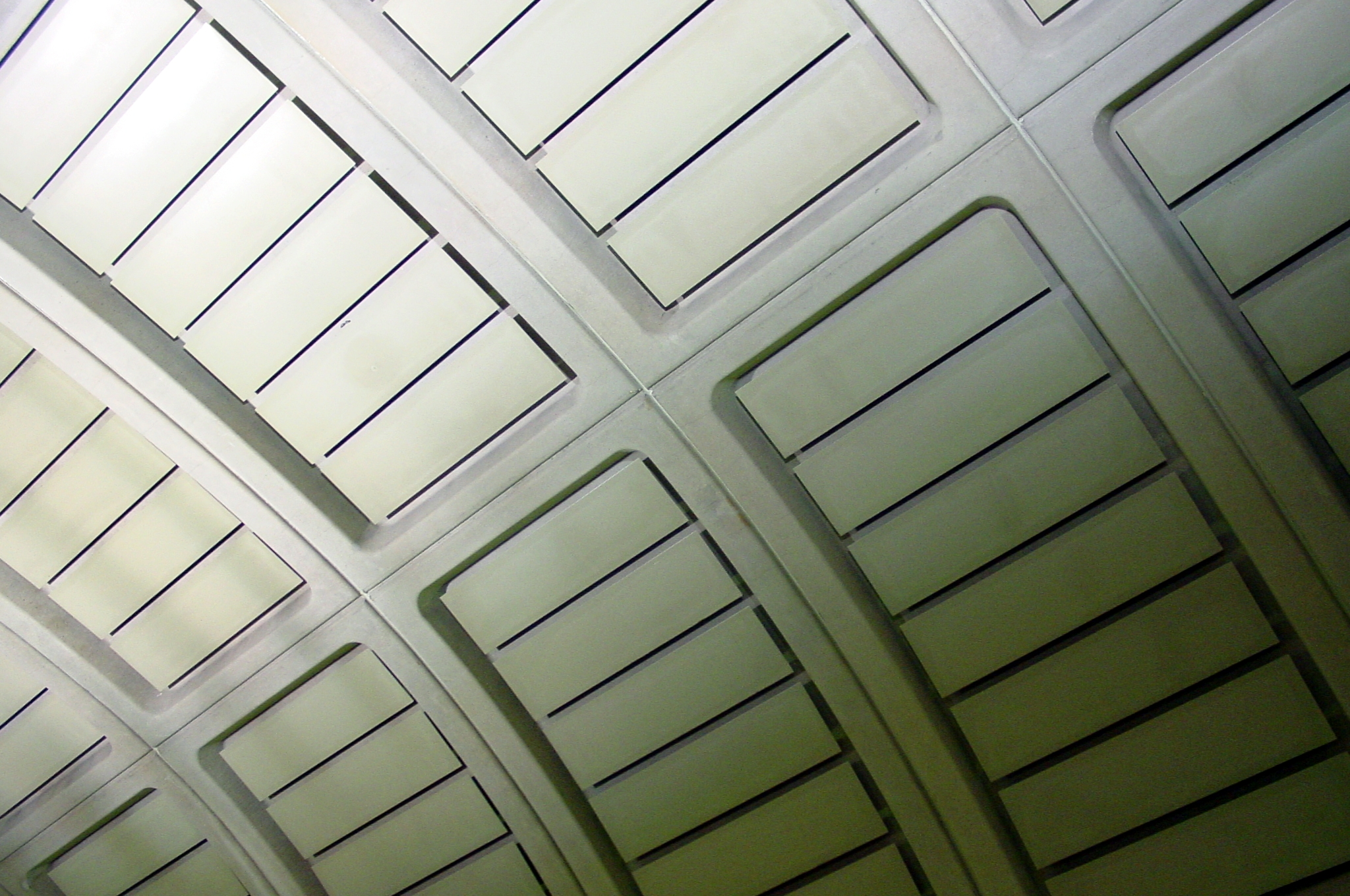
Metrô de Washington
design: Six-coffer arch ceiling.

Glenmont é a única estação da Linha Vermelha com design mostrando os arcos aparentes de sustentação do tunel. Esta mesma solução arquitetônica também é vista na Linha Verde. Até recentemente, Glenmont também era a única estação do sistema, iluminada com lâmpadas de sódio, o que dava a estação um brilho suave alaranjado. No início de 2006, estas lâmpadas de sódio foram substituídas por lâmpadas a vapor de mercúrio que também é utilizada em outras estações do subterrâneo.
O pátio ferroviário de Glenmont (Metro Glenmont Yard), está localizado próximo desta estação, com capacidade para estacionar 132 vagões ferroviários.
Existem duas entradas de acesso à estação, elas estão nos dois lados da Georgia Avenue (MD-97). Ao contrário das estações mais antigas, existem dois elevadores na rua. Um amplo terminal de ônibus serve a estação.
A estação, esta localizada na Georgia Avenue e Layhill Road, serve os subúrbios de Glenmont e Aspen Hill.
Glenmont foi inaugurada no dia 25 de julho de 1998.

## Facilidades
A estação conta com uma plataforma em forma de ilha, por onde passam duas linhas.
O estacionamento de veículos dispõe de 1.781 vagas.
Estão disponíveis lugares para guarda de bicicletas.

## Arredores e pontos de interesse
| - Brookside Gardens - John F. Kennedy High school - The Barrie School | - Wheaton High school - Wheaton Regional Park |